# 65daysofstatic
65daysofstatic (también abreviada 65dos, 65days, o 65) es una banda que combina Electrónica con elementos de Post-rock, oriunda de Sheffield, Inglaterra. 
El espectro sonoro del grupo es bastante amplio. Las canciones son en su mayoría instrumentales, con tiempos irregulares y estructuras que corresponden con el post-rock, a veces con el rock progresivo e incluso con el heavy metal. Incorporan sonidos/voces sampleadas y otros elementos de la música electrónica e industrial, guardando ciertas similitudes sonoras e ideológicas con otras bandas como Explosions In The Sky, Mogwai, Radiohead, Stereolab, Sigur Rós, Austin TV, Tool, Aphex Twin, Nine Inch Nails, etc.

## Historia
La banda fue formada en 2001 y concebida originalmente como un trío, siendo Joe Shrewsbury, Paul Wolinski, e Iain Armstrong sus miembros fundadores. Con respecto al nombre existe muchas especulaciones acerca de su origen. Una de las varias historias que circulan apunta a que la banda se formó para realizar la banda sonora de una película de John Carpenter llamada Stealth Bomber que nunca fue lanzada. La película transcurría tras '65 Días de Estática', un período tras una desconocida caída de las comunicaciones e infraestructuras a escala global , de donde probablemente Shrewsbury, Wolinski y Armstrong sacaron el nombre.
La alineación de la banda ha cambiado significativamente desde su formación inicial. Armstrong dejó la banda en mayo de 2003 y luego formó una nueva banda, Actionier. Feedle se unió por un breve período y coescribió "Retreat! Retreat!", el primer sencillo de la banda del disco The Fall of Math. Para finales de 2003, Rob Jones (batería) y Gareth Hughes (bajo) fueron reclutados, configurándose la banda como de cuatro miembros estables. Gareth Hughes se fue de la banda en la época del lanzamiento del álbum debut The Fall of Math, y actualmente se encuentra en la banda Saving:Mitsuko. Fue reemplazado por el bajista Simon Wright.
Recientemente han creado la BSO para el juego de Hello Games "No Man´s Sky" bajo el título de "Music for an Infinite Universe"

## Discografía

### Álbumes
- The Fall of Math (septiembre de 2004)
- One Time for All Time (octubre de 2005)
- The Destruction of Small Ideas (abril de 2007)
- We Were Exploding Anyway (mayo de 2010)
- Silent Running Soundtrack (noviembre de 2011)
- Wild Light (septiembre de 2013)
- Music for an Infinite Universe (2016)

### Sencillos y EP
- Stumble.Stop.Repeat. (EP) (diciembre de 2003)
- Retreat! Retreat! (noviembre de 2004)
- Hole (EP) (marzo de 2005)
- Radio Protector (febrero de 2006)
- Don't Go Down to Sorrow (marzo/abril de 2007)
- The Distant And Mechanised Glow Of Eastern european parties (2008)
- Heavy Sky EP (EP) (octubre de 2010)

### En directo
- Escape From New York. (2009)

### No Lanzados/No Lanzables
- Volume 1: 65's.late.nite.double-a-side.college.cut-up.trailers.for.the.looped.future. (mayo de 2003)
- Volume 2: How I Fucked Off All My Friends (marzo de 2005)
- Volume 3: The Kids Have Eyes (DVD) (octubre de 2005)

### Caras-B y Rarezas
- Volume 1: Then We Take Japan (CD + DVD) (noviembre de 2006) (lanzado solo en Japón)